# Смыковка
Смыковка (укр. Смиківка) — село на Украине, основано в 1921 году, находится в Коростышевском районе Житомирской области.
Население по переписи 2001 года составляет 38 человек. Почтовый индекс — 12515. Телефонный код — 4130. Занимает площадь 0,369 км².

## Адрес местного совета
12515, Житомирская область, Коростышевский р-н, с.Старосельцы